# Bossiaeeae
Bossiaeeae es una tribu de fanerógamas pertenecientes a la subfamilia Faboideae de las leguminosas. Son arbustos con flores amarillas y rojas endémicas de Australia, llamados comúnmente "peras con huevos y jamón de Australia". Se encuentran filogenéticamente vinculada con la tribu Mirbelieae.

## Géneros
Goodia

Bossiaea

Platylobium

Muelleranthus

Ptychosema

Aenictophyton